# 칼리타 에어의 운항 노선
2020년 5월을 기준으로, 칼리타 에어는 다음의 노선을 운항 중이다.

## 운항 노선

### 아시아

#### 동아시아
- 대한민국
  - 인천 - 인천국제공항
- 일본
  - 나고야 - 주부 국제공항
- 홍콩
  - 홍콩 - 홍콩 첵랍콕 국제공항

#### 남아시아
- 인도
  - 델리 - 인디라 간디 국제공항

#### 서남아시아
- 바레인
  - 마나마 - 바레인 국제공항

### 유럽

#### 서유럽
- 독일
  - 라이프치히 - 라이프치히 할레 공항
- 네덜란드
  - 암스테르담 - 암스테르담 스키폴 국제공항
- 벨기에
  - 브뤼셀 - 브뤼셀 국제공항
  - 리에주 - 리에주 공항

### 아메리카

#### 북아메리카
- 미국
  - 뉴버그 - 스튜어트 국제공항
  - 뉴어크 - 뉴어크 리버티 국제공항
  - 뉴욕 - 존 F. 케네디 국제공항
  - 댈러스 - 댈러스 포트워스 국제공항
  - 디트로이트 - 디트로이트 메트로폴리탄 웨인 카운티 국제공항
  - 로스앤젤레스 - 로스앤젤레스 국제공항
  - 리치몬드 - 리치몬드 국제공항
  - 마이애미 - 마이애미 국제공항
  - 보스턴 - 보스턴 로건 국제공항
  - 샌안토니오 - 샌안토니오 국제공항
  - 샌프란시스코 - 샌프란시스코 국제공항
  - 시카고 - 시카고 오헤어 국제공항
  - 신시내티 - 신시내티 노던켄터키 국제공항
  - 오스코다 - 오스코다 워트스미스 국제공항
  - 올랜도 - 올랜도 국제공항
  - 앵커리지
    - 엘멘도르프 공군기지
    - 테드 스티븐스 앵커리지 국제공항

  - 인디애나폴리스 - 인디애나폴리스 국제공항
  - 코나 - 코나 국제공항
  - 콜럼버스 - 콜럼버스 리켄배커 국제공항
  - 페어필드 - 트래비스 공군기지
  - 호놀룰루 - 호놀룰루 국제공항